# Richard James Wyatt
Richard James Wyatt fue un escultor inglés, nacido el año 1795 en Londres y fallecido el 28 de mayo de 1850 en Roma.

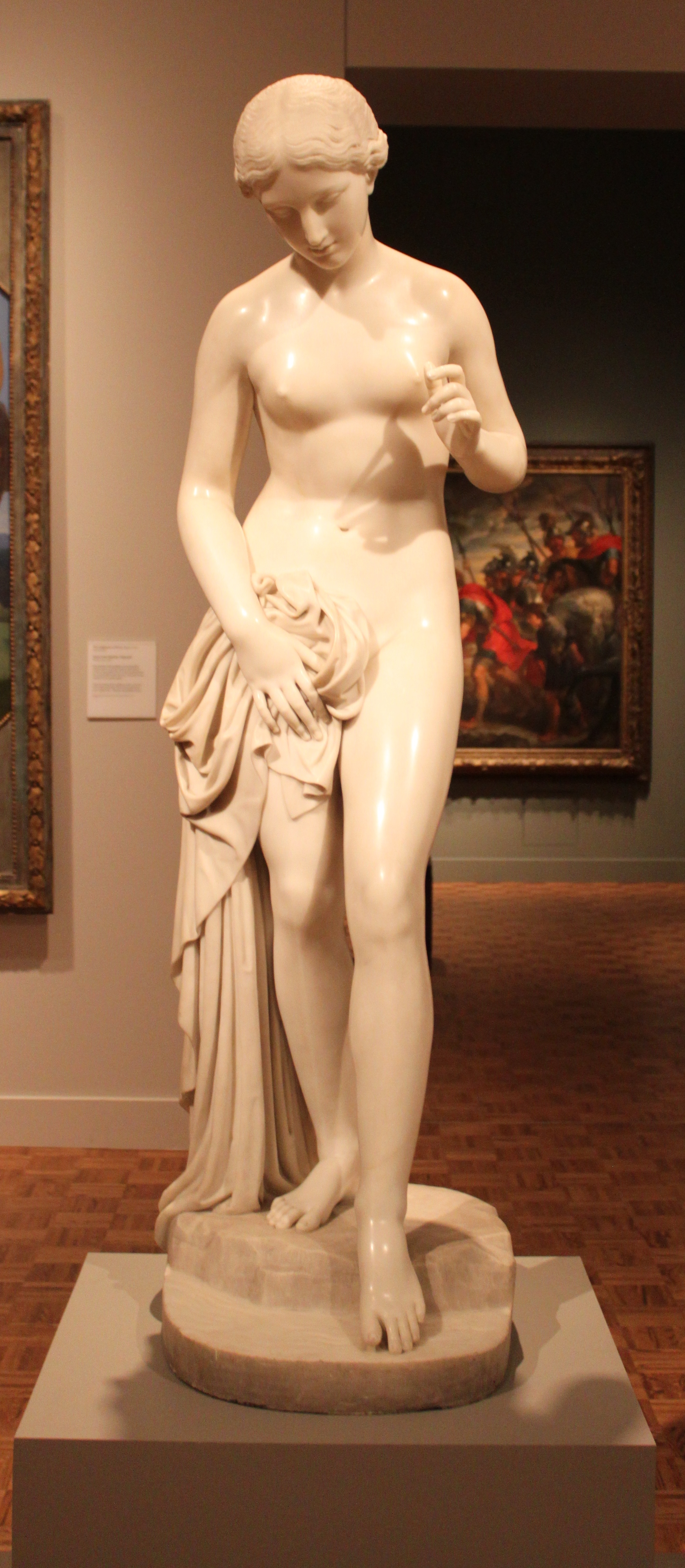
Mujer en el baño, 1830, mármol, Detroit Institute of Arts

## Vida y obras
Richard James Wyatt fue bautizado el 6 de junio de 1795 en St James Middlesex, era hijo de Edward Wyatt el viejo (1757-1833) y Anne Maddox.
Era nieto del arquitecto James Wyatt . Estudió en Roma con Canova , y fue compañero de John Gibson (escultor) . Era un hombre de gustos clásicos, y produjo una serie de obras exquisitamente modeladas, especialmente figuras de mujeres.
Copias de su "Ino y Baco infante" se conservan en el Museo Fitzwilliam de Cambridge y en la Sede del Condado de Chester. 